# NGC 1451
NGC 1451 је елиптична галаксија у сазвежђу Еридан која се налази на NGC листи објеката дубоког неба.
Деклинација објекта је - 4° 4' 9" а ректасцензија 3h 46m 7,1s. Привидна величина (магнитуда) објекта NGC 1451 износи 13,4 а фотографска магнитуда 14,4. NGC 1451 је још познат и под ознакама MCG -1-10-33, PGC 13801.